# Помпея (дъщеря на Секст Помпей)
Вижте пояснителната страница за други личности с името Помпея.
Помпея Магна (на латински: Pompeia Magna; * 42 пр.н.е.) e единствената дъщеря на политика Секст Помпей и Скрибония. Внучка е по баща на Помпей Велики и Муция Терция. По майка е внучка на Луций Скрибоний Либон (консул през 34 пр.н.е.), който е брат на Скрибония, втората съпруга на Октавиан Август.
През 39 пр.н.е. баща ѝ я сгодява по време на мирния договор в Мизенум за още малкият Марк Клавдий Марцел, племенник на Октавиан Август и син на Октавия Младша и Гай Клавдий Марцел Младши. След отново избухналата гражданска война между Октавиан и Секст Помпей годежът се разваля. Помпея и Марцел не се женят.
Помпея придружава баща си през 36 пр.н.е. в Анатолия. След това няма сведения за нея.